# Valentino Vago
Valentino Vago (Barlassina, 16 dicembre 1931 – Milano, 17 gennaio 2018) è stato un pittore italiano  che ha vissuto a Milano.

## Biografia
Dopo essersi laureato all'Accademia di belle arti di Brera, nel 1955 espone alla VII Quadriennale nazionale d'arte di Roma mostra che frequenterà altre 5 volte.
La sua prima personale è nel 1960, a Milano, al Salone Annunciata. Nel suo lungo percorso artistico ha partecipato a numerose mostre personali e importanti collettive in Italia e all'estero. Si ricordano le partecipazioni a rassegne realizzate dalla Biennale di San Paolo, al Kunstmuseum di Colonia, alla Hayward Gallery di Londra, al Grand Palais di Parigi e, ancora, nei musei di Francoforte, Berlino, Hannover e Vienna.
Milano gli ha dedicato importanti antologiche, tra cui quelle a Palazzo Reale, al Pac - Padiglione di arte contemporanea e al Museo diocesano. I suoi lavori sono presenti in importanti collezioni private e pubbliche italiane e straniere.
Dal 1979 si è dedicato, con continuità, alla pittura murale, dipingendo ambienti pubblici e privati in Italia e all'estero. Oltre una decina di opere abitabili sono all'interno di chiese. La prima, quella di San Giulio a Barlassina, è del 1982, la più vasta (12.000 m²), dedicata a Nostra Signora del Rosario, è stata consacrata nel 2008 a Doha, Qatar.
Nel 2011 è stato pubblicato il Catalogo Ragionato delle opere, edito da Skira. I testi in catalogo sono a cura del comitato scientifico presieduto da Flavio Caroli.
Il 18 giugno 2013 il presidente della Repubblica, Giorgio Napolitano, nel corso di una solenne cerimonia svoltasi al Quirinale, ha conferito il premio nazionale “Presidente della Repubblica” dedicato alle personalità della cultura, dell’arte e della scienza designati dalle Accademie di Santa Cecilia, dei Lincei e dall’Accademia nazionale di San Luca. Per l’edizione 2012 gli accademici di San Luca hanno segnalato il pittore Valentino Vago, al quale è andato il prestigioso riconoscimento alla carriera. In tale circostanza il presidente dell’Accademia nazionale di San Luca, Paolo Portoghesi, ha tenuto una laudatio dell’artista.